# Юнусово (Кігинський район)
Юну́сово (рос. Юнусово) — присілок у складі Кігинського району Башкортостану, Росія. Входить до складу Верхньокігинської сільської ради.
Населення — 161 особа (2010; 178 в 2002).
Національний склад:
- башкири — 82 %